# 胡桃派

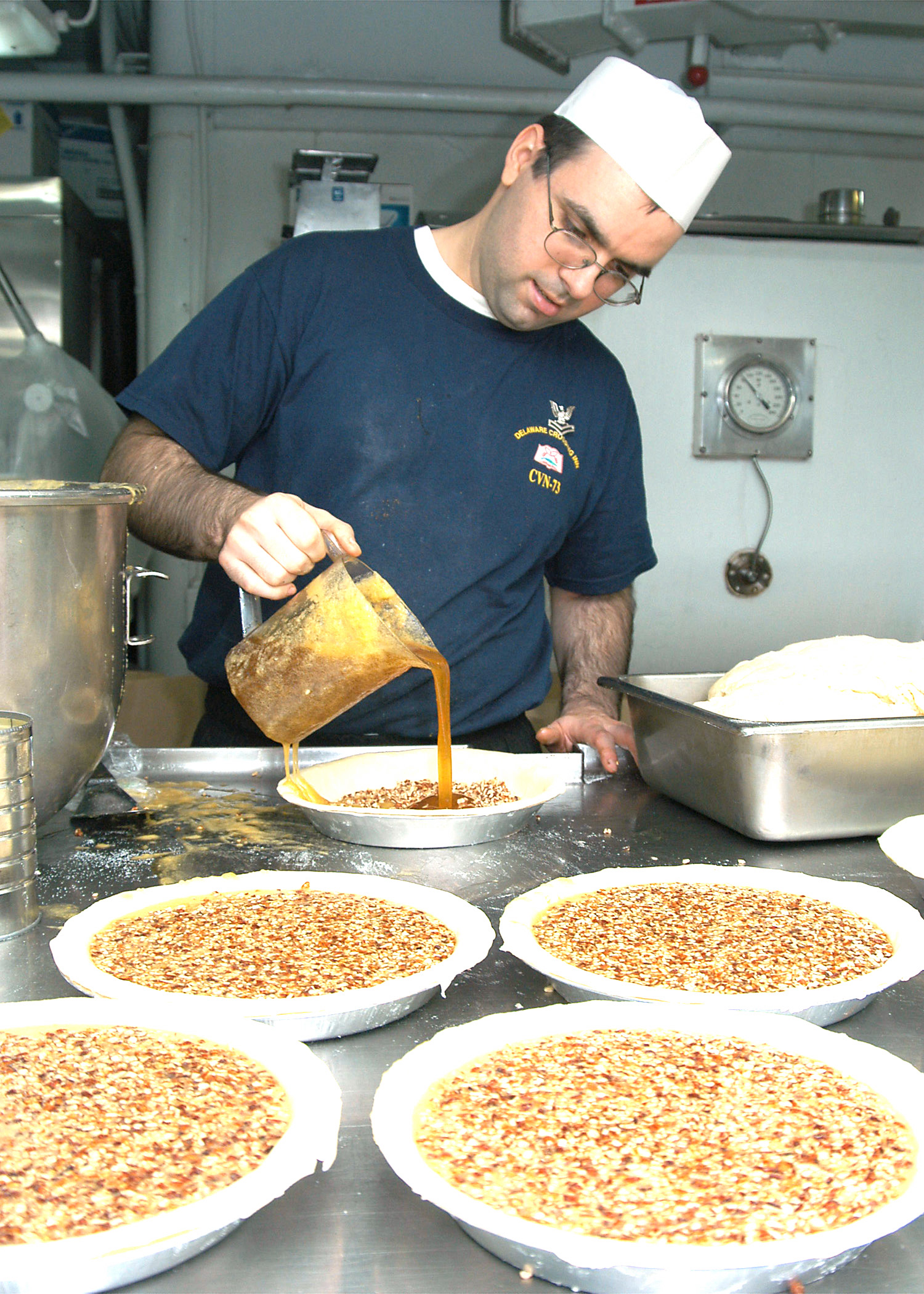
胡桃派的製作過程

胡桃派是以玉米糖漿和美國山核桃製成的甜派，是美國南方美食，亦常見於節慶佳餚。它一般加入鹽和香草作調味，巧克力和波本威士忌也是很受歡迎的新興食材。食用時也可以在派上添加生奶油。